# Pontiac G6
El Pontiac G6 es un automóvil del segmento D producido por el fabricante estadounidense Pontiac.  Se ofrece con carrocerías sedán, cupé y descapotable, y usa la plataforma Epsilon de General Motors, la misma del Cadillac BLS, Chevrolet Malibú, Opel Vectra C, Saab 9-3 II y Saturn Aura. Algunos de los rivales del G6 son el Dodge Avenger, el Ford Fusion, el Honda Accord, el Nissan Altima y el Mazda 6.
La gama de motores se compone de un 2.4 litros de 171 CV (LE5), un 3.5 litros de 204 CV (LX9), un 3.5 litros de 220 o 227 CV (LZ4), un 3.6 litros de 256 CV (LY7), y un 3.9 litros de 243 CV (LZ9). Todos los motores son gasolina de seis cilindros en V, salvo el 2.4 litros, que es un cuatro cilindros en línea. 